# フェルナンド・ゴメス (スペインのサッカー選手)
フェルナンド・ゴメス（Fernando Gómez、1965年9月11日-）は、スペイン出身の元サッカー選手、サッカー指導者。現役時代のポジションはMF。元スペイン代表。

## 経歴
ユース時代はCDメスタージャで過ごし、1983年にトップチームであるバレンシアCFでプロデビュー。その後もキャリアのほとんどを同クラブで過ごし、400試合以上に出場した。1998年にウルヴァーハンプトン・ワンダラーズFCへ移籍し、その1年後にCDカステリョンへ移り、2000年に引退。現在は、バレンシアCFのスポーツディレクターをしている。
スペイン代表として1990 FIFAワールドカップに出場している。

## 所属クラブ
- バレンシアCF 1983-1998
- ウルヴァーハンプトン・ワンダラーズFC 1998-1999
- CDカステリョン 1999-2000